# Biproporcionális mandátumelosztás
A biproporcionális mandátumelosztás egy módszer az arányos választási rendszerek esetében a szavazatok mandátummá alakítására. Képes arra, hogy egyszerre két tulajdonság mentén arányosítja a mandátumokat. Tehát a módszer arányos elosztást kínál pártokra és régiókra nézve, vagy pártokra és nemekre/kisebbségekre nézve, vagy bármely más tulajdonságpárra nézve.

## Folyamat
A gyakorlatban általában az elosztásnak egyszerre pártokra és régiókra nézve kell arányosnak lennie.
Minden párt listát állít az egyes régiókban. Majd a választásra jogosultak leadják a szavazatukat az egyik pártlistára a lakóhelyük szerinti régióban.
A mandátumok elosztása két lépésben történik meg:
- Az ún. "felső elosztás" (superapportionment)[1] során az egyes pártokra országosan jutó összes mandátumszámot meghatározzák az összes szavazat összeszámlálása után. Továbbá az egyes régiókra jutó összes mandátumszámot meghatározzák a régiók népességszáma alapján.
- Az ún. "alsó elosztás" (subapportionment) során az egyes régiókban az egyes pártokra jutó mandátumokat határozzák meg, méghozzá annak ismeretében, hogy a pártoknak és a régióknak összesen/országosan mennyi mandátum jutott a felső elosztás során.

Tehát a biproporcionális mandátumelosztás országos összesített adatok alapján valamilyen osztómódszerrel meghatározza a pártok mandátumait, és ezek után választja ki – a területeken belüli arányokat leghűbben tükröző módon – a területi listákról mandátumot szerző jelölteket.
A biproporcionális eljárás előnye az országos szinten közel arányos reprezentáció, míg hátránya az egyes területekről bejutó jelölteknek a területi arányoktól viszonylag jobban eltérő pártszínezete.

## Alkalmazás
A módszert Friedrich Pukelsheim német matematikus javasolta a 2000-es évek elején. A biproporcionális mandátumelosztást Svájc bizonyos kantonjai és önkormányzatai alkalmazzák: Zürich (2006 óta), Aargau és Schaffhausen (2008 óta), Nidwalden és Zug (2013 óta) és Schwyz (2015 óta).